# Erik Chisholm
Erik William Chisholm, född 4 januari 1904, död 8 juni 1965, var en skotsk tonsättare, dirigent och professor ibland refererad till som "Skottlands bortglömda tonsättare". Enligt hans biograf var Chisholm den första tonsättaren som använde keltiska idiom i sin musik, både till form och innehåll. Hans bidrag påminde med sitt djup, förståelse och djärvhet om Bartóks, vilket gav honom smeknamnet "MacBartók". Han var också grundare av "The Celtic Ballet" och tillsammans med dansaren Margaret Morris skapare av den första skotska helaftonsballetten, The Forsaken Mermaid. Han var också dekanus och ledare för South African College of Musics operahus i Kapstaden och en drivande kraft för att introducera nya operor i Skottland, England och Sydafrika. Vid sin död hade han komponerat över 100 verk.